# تپه شرقی
تپه شرقی مربوط به دوره ساسانیان است و در شهرستان سروستان، بخش کوهنجان، دهستان مهارلو، میان باغات بادام روستای مهارلو، ۵۰۰ متری جنوب جاده شیراز به سروستان واقع شده و این اثر در تاریخ ۲۸ شهریور ۱۳۸۶ با شمارهٔ ثبت ۱۹۷۲۵ به‌عنوان یکی از آثار ملی ایران به ثبت رسیده است.